# Jacques Becker

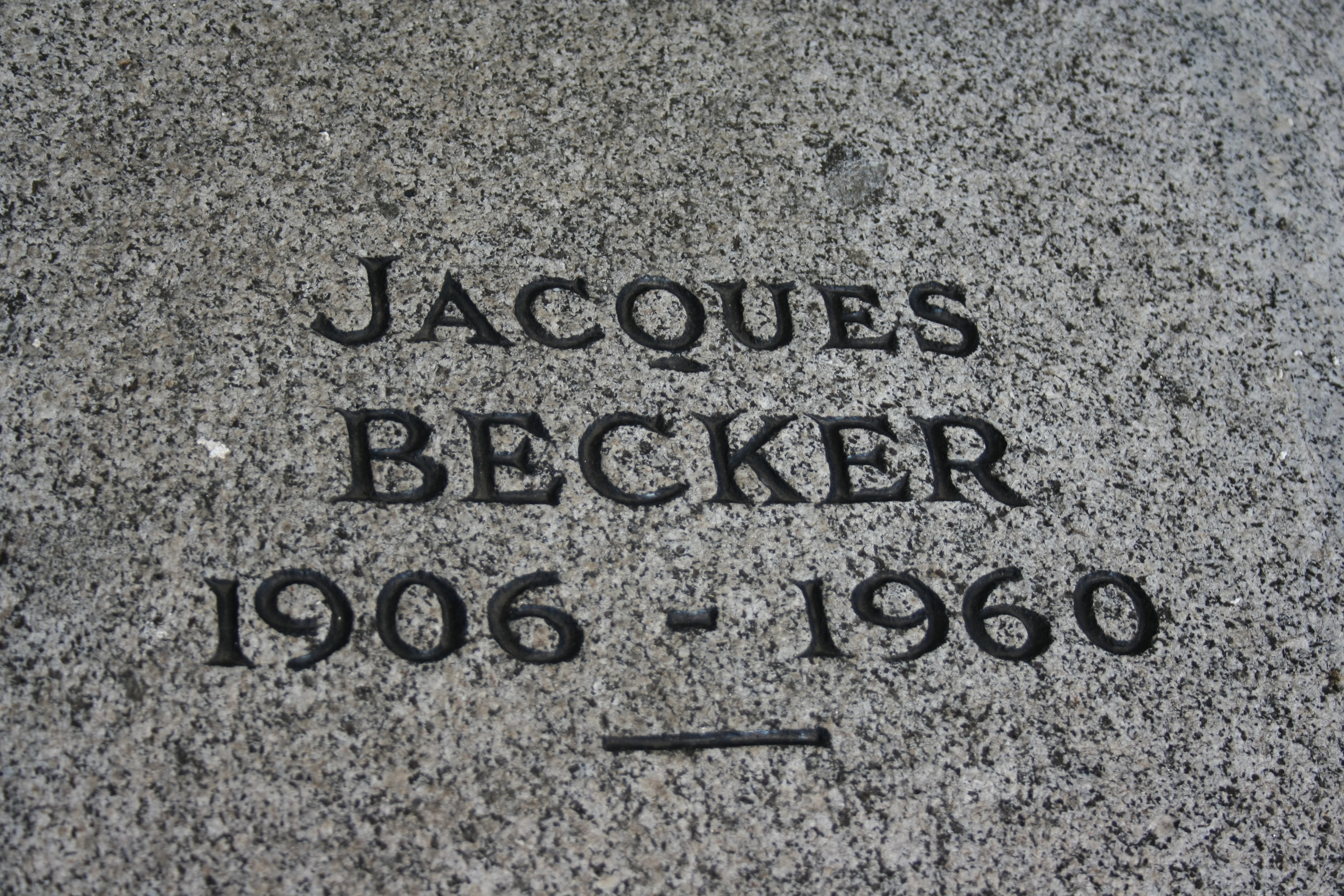
Grab von Jacques Becker auf dem Friedhof Montparnasse in Paris

Jacques Becker (* 15. September 1906 in Paris; † 21. Februar 1960 ebenda) war ein französischer Filmregisseur.

## Leben
Becker begegnete 1928 in den USA King Vidor und wurde hier erstmals mit dem Medium Film vertraut; eine Karriere als Schauspieler und Regieassistent blieb ihm jedoch verwehrt. Er kehrte nach Frankreich zurück und arbeitete dort von 1931 bis 1938 Regieassistent von Jean Renoir, der sein Freund wurde und ihn prägte. 1939 begann Becker mit den Dreharbeiten zu seinem ersten Spielfilm, L’Or du Cristobal, den er nicht fertigstellte, da er zu Beginn des Zweiten Weltkriegs zum Wehrdienst eingezogen wurde. An seiner Stelle stellte Jean Stelli den Film fertig. Erst 1942 realisierte Becker seinen ersten Spielfilm als Regisseur, Der letzte Trumpf.
Zu seinen bekanntesten Filmen zählen das Gefängnisdrama Das Loch, Wenn es Nacht wird in Paris mit Jean Gabin und Goldhelm mit Simone Signoret.
Jacques Becker, der von 1957 bis zu seinem Tod mit der Schauspielerin Françoise Fabian verheiratet war, ist der Vater des Regisseurs Jean Becker.

## Filmografie (Auswahl)
Als Schauspieler
- 1932: Boudu – aus den Wassern gerettet (Boudu sauvé des eaux)

Als Regisseur
- 1936: Das Leben gehört uns (La vie est à nous) (zusammen mit weiteren Regisseuren)
- 1940: L’Or du Cristobal (beendet von Jean Stelli)
- 1942: Der letzte Trumpf (Dernier atout)
- 1943: Eine fatale Familie (Goupie, mains rouges)
- 1945: Falbalas – Sein letztes Modell (Falbalas)
- 1947: Zwei in Paris (Antoine et Antoinette)
- 1949: Jugend von heute (Rendez-vous de juillet)
- 1951: Edouard und Caroline (Edouard et Caroline)
- 1952: Goldhelm (Casque d’or)
- 1952: Liebe im Kreise (Rue de l’estrapade)
- 1953: Wenn es Nacht wird in Paris (Touchez pas au Grisbi)
- 1954: Ali Baba (Ali Baba et les quarante voleurs)
- 1957: Arsène Lupin, der Millionendieb (Les aventures de Arsène Lupin)
- 1958: Montparnasse 19 (Les Amants de Montparnasse)
- 1960: Das Loch (Le trou)